# Albrecht von Rechenberg

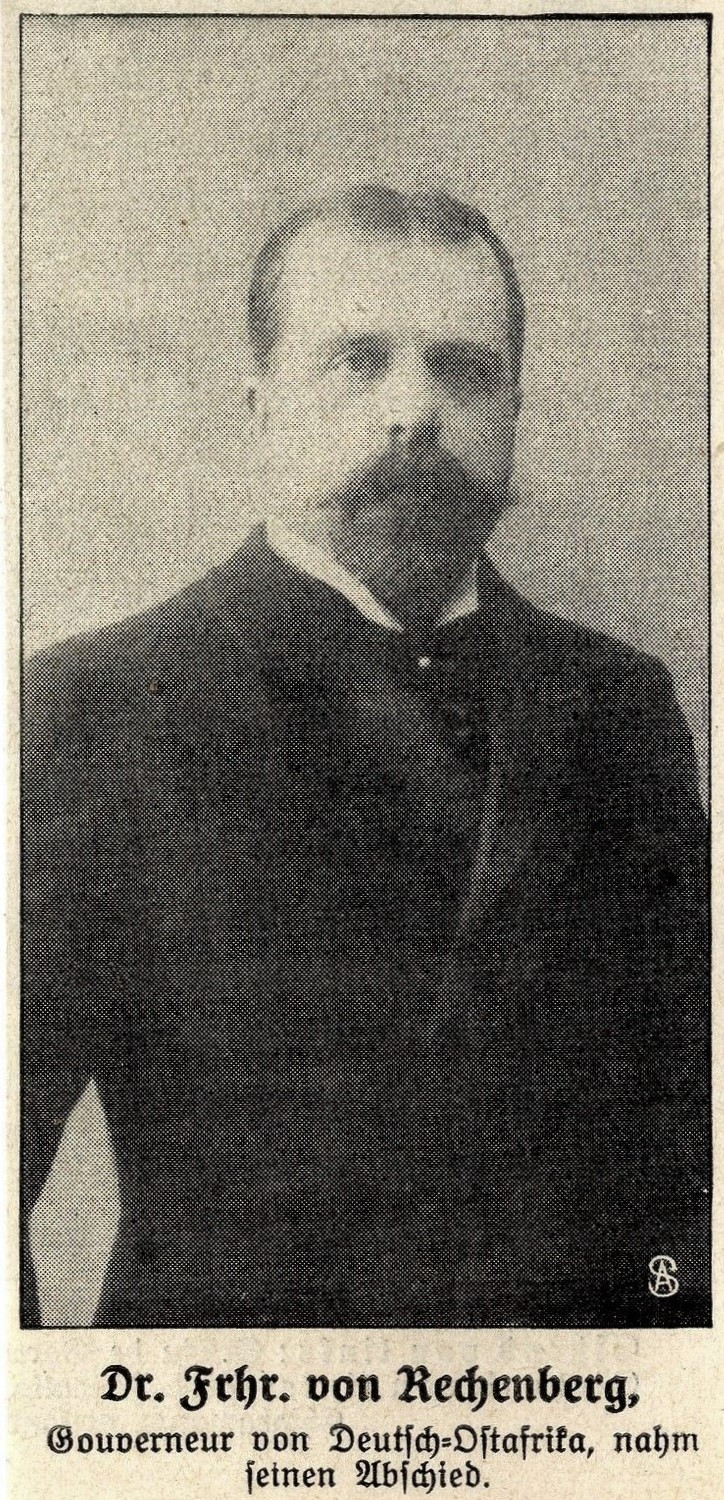
Dr. Freiherr Albrecht von Rechenberg, Gouverneur von Deutsch-Ostafrika, nahm seinen Abschied (1914)

Georg Albrecht Julius Heinrich Friedrich Carl Ferdinand Maria Freiherr von Rechenberg (Madrid, 15 de Setembro de 1861 — Berlim, 26 de Fevereiro de 1935) foi um político alemão, cônsul-geral em Varsóvia e governador da África Oriental Alemã.